# لاسرتاهای ایبریایی
لاسرتاهای ایبری (ایبریایی) یا لاسرتاهای اندلسی (نام علمی: Iberolacerta)، یک سرده سوسمار از خانواده سوسماران راستین است. این سرده دارای دستِ‌کم هشت گونه توصیف شده است که عمدتاً در اسپانیا و فرانسه یافت می‌شوند. Iberolacerta horvathi (مارمولک سنگی هوروات) دارای محدوده جغرافیایی گسترده‌تری است که در اروپای مرکزی پراکندگی دارد.
جمجمه دارای ۷ تا ۹ دندان پیش‌فکی، بدون دندان pterygoid و فرایند بینی باریک است. افزون بر این، بین استخوان پیشانی و استخوان پس‌چشمی جدایی وجود دارد.
این سوسمارها معمولاً به‌عنوان ساکنان صخره‌های سطحی جامد یافت می‌شوند، اما می‌توان آن‌ها را در ارتباط با سنگ‌های کوچک نیز کوچک یافت.